# Ptilinopus subgularis
Ptilinopus subgularis là một loài chim trong họ Columbidae.